# Lamniceps borellii
Lamniceps borellii är en insektsart som först beskrevs av Giglio-tos 1894.  Lamniceps borellii ingår i släktet Lamniceps och familjen vårtbitare. Inga underarter finns listade i Catalogue of Life.